# サターンファンタジー映画賞
サターンファンタジー映画賞（サターンファンタジーえいがしょう、Saturn Award for Best Fantasy Film）は、サターン賞の部門の一つ。
以下は、受賞作及びノミネート作品の一覧である。太字が受賞作である。

## 各年の結果

### 1970年代
| 年度                | 作品名                                |
| ------------------- | ------------------------------------- |
| 1973年 (第2回)      | シンドバッド黄金の航海                |
| 1974/1975年 (第3回) | ドクサベージの大冒険                  |
| 1976年 (第4回)      | Les Gaspards                          |
| 1976年 (第4回)      | 地底王国                              |
| 1976年 (第4回)      | 青い鳥                                |
| 1976年 (第4回)      | ダウンタウン物語                      |
| 1976年 (第4回)      | シャーロック・ホームズの素敵な挑戦    |
| 1977年 (第5回)      | オー!ゴッド                           |
| 1977年 (第5回)      | ピートとドラゴン                      |
| 1977年 (第5回)      | シンドバッド虎の目大冒険              |
| 1977年 (第5回)      | シンデレラ                            |
| 1977年 (第5回)      | ラルフ・バクシのウィザーズ            |
| 1978年 (第6回)      | 天国から来たチャンピオン              |
| 1978年 (第6回)      | 指輪物語                              |
| 1978年 (第6回)      | La merveilleuse visite                |
| 1978年 (第6回)      | ウォーターシップダウンのうさぎたち    |
| 1978年 (第6回)      | ウィズ                                |
| 1979年 (第7回)      | マペットの夢みるハリウッド            |
| 1979年 (第7回)      | Arabian Adventure                     |
| 1979年 (第7回)      | アデラ/ニック・カーター、プラハの対決 |
| 1979年 (第7回)      | ザ・ラスト・ウェーブ                  |
| 1979年 (第7回)      | くるみ割り人形                        |

### 1980年代
| 年度                 | 作品名                                       |
| -------------------- | -------------------------------------------- |
| 1980年 (第8回)       | ある日どこかで                               |
| 1980年 (第8回)       | 青い珊瑚礁                                   |
| 1980年 (第8回)       | トゥインクル・トゥインクル・キラー・カーン   |
| 1980年 (第8回)       | オー!ゴッド2/子供はこわい                    |
| 1980年 (第8回)       | ポパイ                                       |
| 1981年 (第9回)       | レイダース/失われたアーク《聖櫃》            |
| 1981年 (第9回)       | タイタンの戦い                               |
| 1981年 (第9回)       | ドラゴンスレイヤー                           |
| 1981年 (第9回)       | エクスカリバー                               |
| 1981年 (第9回)       | きつねと猟犬                                 |
| 1982年 (第10回)      | ダーククリスタル                             |
| 1982年 (第10回)      | コナン・ザ・グレート                         |
| 1982年 (第10回)      | ニムの秘密                                   |
| 1982年 (第10回)      | マジック・クエスト/魔界の剣                  |
| 1982年 (第10回)      | 超能力学園Z                                  |
| 1983年 (第11回)      | 何かが道をやってくる                         |
| 1983年 (第11回)      | ハイ・ロード                                 |
| 1983年 (第11回)      | 銀河伝説クルール                             |
| 1983年 (第11回)      | ネバーセイ・ネバーアゲイン                   |
| 1983年 (第11回)      | 007/オクトパシー                             |
| 1984年 (第12回)      | ゴーストバスターズ                           |
| 1984年 (第12回)      | グレイストーク -類人猿の王者- ターザンの伝説 |
| 1984年 (第12回)      | インディ・ジョーンズ/魔宮の伝説              |
| 1984年 (第12回)      | ネバーエンディング・ストーリー               |
| 1984年 (第12回)      | スプラッシュ                                 |
| 1985年 (第13回)      | レディホーク                                 |
| 1985年 (第13回)      | レモ/第1の挑戦                               |
| 1985年 (第13回)      | オズ                                         |
| 1985年 (第13回)      | カイロの紫のバラ                             |
| 1985年 (第13回)      | ヤング・シャーロック/ピラミッドの謎          |
| 1986年 (第14回)      | ミリィ/少年は空を飛んだ                      |
| 1986年 (第14回)      | アメリカ物語                                 |
| 1986年 (第14回)      | クロコダイル・ダンディー                     |
| 1986年 (第14回)      | ゴールデン・チャイルド                       |
| 1986年 (第14回)      | ラビリンス/魔王の迷宮                        |
| 1987年 (第15)        | プリンセス・ブライド・ストーリー             |
| 1987年 (第15)        | ニューヨーク東8番街の奇跡                    |
| 1987年 (第15)        | 天使とデート                                 |
| 1987年 (第15)        | ハリーとヘンダスン一家                       |
| 1987年 (第15)        | 007/リビング・デイライツ                     |
| 1987年 (第15)        | イーストウィックの魔女たち                   |
| 1988年 (第16回)      | ロジャー・ラビット                           |
| 1988年 (第16回)      | ビッグ                                       |
| 1988年 (第16回)      | リトルフット                                 |
| 1988年 (第16回)      | 3人のゴースト                                |
| 1988年 (第16回)      | ウィロー                                     |
| 1988年 (第16回)      | 迷探偵シャーロック・ホームズ/最後の冒険      |
| 1989/1990年 (第17回) | ゴースト/ニューヨークの幻                    |
| 1989/1990年 (第17回) | バロン                                       |
| 1989/1990年 (第17回) | オールウェイズ                               |
| 1989/1990年 (第17回) | バットマン                                   |
| 1989/1990年 (第17回) | ディック・トレイシー                         |
| 1989/1990年 (第17回) | フィールド・オブ・ドリームス                 |
| 1989/1990年 (第17回) | グレムリン2 新・種・誕・生                   |
| 1989/1990年 (第17回) | インディ・ジョーンズ/最後の聖戦              |
| 1989/1990年 (第17回) | ミュータント・タートルズ                     |

### 1990年代
| 年度            | 作品名                                      |
| --------------- | ------------------------------------------- |
| 1991年 (第18回) | シザーハンズ                                |
| 1991年 (第18回) | あなたの死後にご用心!                       |
| 1991年 (第18回) | フィッシャー・キング                        |
| 1991年 (第18回) | ティーン・エージェント                      |
| 1991年 (第18回) | ロビン・フッド                              |
| 1991年 (第18回) | ワーロック                                  |
| 1992 (第19回)   | アラジン                                    |
| 1992 (第19回)   | アダムス・ファミリー                        |
| 1992 (第19回)   | バットマン リターンズ                       |
| 1992 (第19回)   | 美女と野獣                                  |
| 1992 (第19回)   | 永遠に美しく…                               |
| 1992 (第19回)   | フック                                      |
| 1992 (第19回)   | トイズ                                      |
| 1993 (第20回)   | ナイトメアー・ビフォア・クリスマス          |
| 1993 (第20回)   | アダムス・ファミリー2                       |
| 1993 (第20回)   | 恋はデジャ・ブ                              |
| 1993 (第20回)   | 愛が微笑む時                                |
| 1993 (第20回)   | ホーカス ポーカス                           |
| 1993 (第20回)   | ラスト・アクション・ヒーロー                |
| 1993 (第20回)   | がんばれ!ルーキー                           |
| 1994 (第21回)   | フォレスト・ガンプ/一期一会                 |
| 1994 (第21回)   | エンジェルス                                |
| 1994 (第21回)   | エド・ウッド                                |
| 1994 (第21回)   | フリントストーン/モダン石器時代             |
| 1994 (第21回)   | ライオン・キング                            |
| 1994 (第21回)   | マスク                                      |
| 1994 (第21回)   | サンタクローズ                              |
| 1995年 (第22回) | ベイブ                                      |
| 1995年 (第22回) | バットマン フォーエヴァー                   |
| 1995年 (第22回) | キャスパー                                  |
| 1995年 (第22回) | フルーク                                    |
| 1995年 (第22回) | リトル・ヒーロー                            |
| 1995年 (第22回) | ジュマンジ                                  |
| 1995年 (第22回) | トイ・ストーリー                            |
| 1996年 (第23回) | ドラゴンハート                              |
| 1996年 (第23回) | ピノキオ                                    |
| 1996年 (第23回) | ノートルダムの鐘                            |
| 1996年 (第23回) | ジャイアント・ピーチ                        |
| 1996年 (第23回) | マチルダ                                    |
| 1996年 (第23回) | ナッティ・プロフェッサー クランプ教授の場合 |
| 1996年 (第23回) | フェノミナン                                |
| 1997年 (第24回) | オースティン・パワーズ                      |
| 1997年 (第24回) | バットマン & ロビン Mr.フリーズの逆襲       |
| 1997年 (第24回) | ジャングル・ジョージ                        |
| 1997年 (第24回) | ヘラクレス                                  |
| 1997年 (第24回) | ロスト・ワールド/ジュラシック・パーク       |
| 1997年 (第24回) | マウス・ハント                              |
| 1998年 (第25回) | トゥルーマン・ショー                        |
| 1998年 (第25回) | ベイブ/都会へ行く                           |
| 1998年 (第25回) | バグズ・ライフ                              |
| 1998年 (第25回) | シティ・オブ・エンジェル                    |
| 1998年 (第25回) | GODZILLA                                    |
| 1998年 (第25回) | カラー・オブ・ハート                        |
| 1999年 (第26回) | マルコヴィッチの穴                          |
| 1999年 (第26回) | オースティン・パワーズ:デラックス           |
| 1999年 (第26回) | ハムナプトラ/失われた砂漠の都               |
| 1999年 (第26回) | スチュアート・リトル                        |
| 1999年 (第26回) | ターザン                                    |
| 1999年 (第26回) | トイ・ストーリー2                           |

### 2000年代
| 年度            | 作品名                                              |
| --------------- | --------------------------------------------------- |
| 2000年 (第27回) | オーロラの彼方へ                                    |
| 2000年 (第27回) | チキンラン                                          |
| 2000年 (第27回) | ダイナソー                                          |
| 2000年 (第27回) | 天使のくれた時間                                    |
| 2000年 (第27回) | グリンチ                                            |
| 2000年 (第27回) | ハート・オブ・ウーマン                              |
| 2001年 (第28回) | ロード・オブ・ザ・リング                            |
| 2001年 (第28回) | ハリー・ポッターと賢者の石                          |
| 2001年 (第28回) | モンスターズ・インク                                |
| 2001年 (第28回) | ハムナプトラ2/黄金のピラミッド                      |
| 2001年 (第28回) | シュレック                                          |
| 2001年 (第28回) | スパイキッズ                                        |
| 2002年 (第29回) | ロード・オブ・ザ・リング/二つの塔                   |
| 2002年 (第29回) | ハリー・ポッターと秘密の部屋                        |
| 2002年 (第29回) | サラマンダー                                        |
| 2002年 (第29回) | サンタクロース・リターンズ! クリスマス危機一髪      |
| 2002年 (第29回) | スコーピオン・キング                                |
| 2002年 (第29回) | スパイダーマン                                      |
| 2003年 (第30回) | ロード・オブ・ザ・リング/王の帰還                   |
| 2003年 (第30回) | ビッグ・フィッシュ                                  |
| 2003年 (第30回) | フォーチュン・クッキー                              |
| 2003年 (第30回) | リーグ・オブ・レジェンド/時空を超えた戦い           |
| 2003年 (第30回) | ピーター・パン                                      |
| 2003年 (第30回) | パイレーツ・オブ・カリビアン/呪われた海賊たち       |
| 2004年 (第31回) | スパイダーマン2                                     |
| 2004年 (第31回) | 記憶の棘                                            |
| 2004年 (第31回) | ハリー・ポッターとアズカバンの囚人                  |
| 2004年 (第31回) | ヘルボーイ                                          |
| 2004年 (第31回) | LOVERS                                              |
| 2004年 (第31回) | レモニー・スニケットの世にも不幸せな物語            |
| 2005年 (第32回) | バットマン ビギンズ                                 |
| 2005年 (第32回) | チャーリーとチョコレート工場                        |
| 2005年 (第32回) | ナルニア国物語/第1章: ライオンと魔女                |
| 2005年 (第32回) | ハリー・ポッターと炎のゴブレット                    |
| 2005年 (第32回) | キング・コング                                      |
| 2005年 (第32回) | ザスーラ                                            |
| 2006年 (第33回) | スーパーマン リターンズ                             |
| 2006年 (第33回) | シャーロットのおくりもの                            |
| 2006年 (第33回) | エラゴン                                            |
| 2006年 (第33回) | ナイト ミュージアム                                 |
| 2006年 (第33回) | パイレーツ・オブ・カリビアン/デッドマンズ・チェスト |
| 2006年 (第33回) | 主人公は僕だった                                    |
| 2007年 (第34回) | 魔法にかけられて                                    |
| 2007年 (第34回) | ライラの冒険 黄金の羅針盤                           |
| 2007年 (第34回) | ハリー・ポッターと不死鳥の騎士団                    |
| 2007年 (第34回) | パイレーツ・オブ・カリビアン/ワールド・エンド       |
| 2007年 (第34回) | スパイダーマン3                                     |
| 2007年 (第34回) | スターダスト                                        |
| 2008年 (第35回) | ベンジャミン・バトン 数奇な人生                     |
| 2008年 (第35回) | ナルニア国物語/第2章: カスピアン王子の角笛          |
| 2008年 (第35回) | ハンコック                                          |
| 2008年 (第35回) | スパイダーウィックの謎                              |
| 2008年 (第35回) | トワイライト〜初恋〜                                |
| 2008年 (第35回) | ウォンテッド                                        |
| 2009年 (第36回) | ウォッチメン                                        |
| 2009年 (第36回) | ハリー・ポッターと謎のプリンス                      |
| 2009年 (第36回) | ラブリーボーン                                      |
| 2009年 (第36回) | きみがぼくを見つけた日                              |
| 2009年 (第36回) | かいじゅうたちのいるところ                          |

### 2010年代
| 年度                 | 作品名                                            |
| -------------------- | ------------------------------------------------- |
| 2010年 (第37回)      | アリス・イン・ワンダーランド                      |
| 2010年 (第37回)      | ナルニア国物語/第3章: アスラン王と魔法の島        |
| 2010年 (第37回)      | タイタンの戦い                                    |
| 2010年 (第37回)      | ハリー・ポッターと死の秘宝 PART1                  |
| 2010年 (第37回)      | スコット・ピルグリム VS. 邪悪な元カレ軍団         |
| 2010年 (第37回)      | エクリプス/トワイライト・サーガ                   |
| 2011年 (第38回)      | ハリー・ポッターと死の秘宝 PART2                  |
| 2011年 (第38回)      | ヒューゴの不思議な発明                            |
| 2011年 (第38回)      | インモータルズ -神々の戦い-                       |
| 2011年 (第38回)      | ミッドナイト・イン・パリ                          |
| 2011年 (第38回)      | ザ・マペッツ                                      |
| 2011年 (第38回)      | マイティ・ソー                                    |
| 2012年 (第39回)      | ライフ・オブ・パイ/トラと漂流した227日            |
| 2012年 (第39回)      | アメイジング・スパイダーマン                      |
| 2012年 (第39回)      | ホビット 思いがけない冒険                         |
| 2012年 (第39回)      | ルビー・スパークス                                |
| 2012年 (第39回)      | スノーホワイト                                    |
| 2012年 (第39回)      | テッド                                            |
| 2013年 (第40回)      | her/世界でひとつの彼女                            |
| 2013年 (第40回)      | アバウト・タイム〜愛おしい時間について〜          |
| 2013年 (第40回)      | ホビット 竜に奪われた王国                         |
| 2013年 (第40回)      | ジャックと天空の巨人                              |
| 2013年 (第40回)      | オズ はじまりの戦い                               |
| 2013年 (第40回)      | LIFE!/ライフ                                      |
| 2014年 (第41回)      | ホビット 決戦のゆくえ                             |
| 2014年 (第41回)      | バードマン あるいは（無知がもたらす予期せぬ奇跡） |
| 2014年 (第41回)      | グランド・ブダペスト・ホテル                      |
| 2014年 (第41回)      | イントゥ・ザ・ウッズ                              |
| 2014年 (第41回)      | マレフィセント                                    |
| 2014年 (第41回)      | パディントン                                      |
| 2015年 (第42回)      | シンデレラ                                        |
| 2015年 (第42回)      | アデライン、100年目の恋                           |
| 2015年 (第42回)      | バーフバリ 伝説誕生                               |
| 2015年 (第42回)      | グースバンプス モンスターと秘密の書               |
| 2015年 (第42回)      | ハンガー・ゲーム FINAL: レボリューション          |
| 2015年 (第42回)      | テッド2                                           |
| 2016年 (第43回)      | ジャングル・ブック                                |
| 2016年 (第43回)      | BFG: ビッグ・フレンドリー・ジャイアント           |
| 2016年 (第43回)      | ファンタスティック・ビーストと魔法使いの旅        |
| 2016年 (第43回)      | ゴーストバスターズ                                |
| 2016年 (第43回)      | ミス・ペレグリンと奇妙なこどもたち                |
| 2016年 (第43回)      | 怪物はささやく                                    |
| 2016年 (第43回)      | ピートと秘密の友達                                |
| 2017年 (第44回)      | シェイプ・オブ・ウォーター                        |
| 2017年 (第44回)      | 美女と野獣                                        |
| 2017年 (第44回)      | ダウンサイズ                                      |
| 2017年 (第44回)      | ジュマンジ/ウェルカム・トゥ・ジャングル           |
| 2017年 (第44回)      | キングコング:髑髏島の巨神                         |
| 2017年 (第44回)      | パディントン2                                     |
| 2018/2019年 (第45回) | トイ・ストーリー4                                 |
| 2018/2019年 (第45回) | アラジン                                          |
| 2018/2019年 (第45回) | ダンボ                                            |
| 2018/2019年 (第45回) | ファンタスティック・ビーストと黒い魔法使いの誕生  |
| 2018/2019年 (第45回) | ゴジラ キング・オブ・モンスターズ                 |
| 2018/2019年 (第45回) | メリー・ポピンズ リターンズ                       |
| 2018/2019年 (第45回) | イエスタデイ                                      |
| 2019/2020年 (第46回) | ワンス・アポン・ア・タイム・イン・ハリウッド      |
| 2019/2020年 (第46回) | ビルとテッドの時空旅行 音楽で世界を救え!          |
| 2019/2020年 (第46回) | ジュマンジ/ネクスト・レベル                       |
| 2019/2020年 (第46回) | ライオン・キング                                  |
| 2019/2020年 (第46回) | マレフィセント2                                   |
| 2019/2020年 (第46回) | ソニック・ザ・ムービー                            |
| 2019/2020年 (第46回) | 魔女がいっぱい                                    |

### 2020年代
| 年度                                               | 作品名                                       |
| -------------------------------------------------- | -------------------------------------------- |
| 2021/2022年 (50周年記念)                           |                                              |
| エブリシング・エブリウェア・オール・アット・ワンス |                                              |
| クルエラ                                           |                                              |
| ファンタスティック・ビーストとダンブルドアの秘密   |                                              |
| ゴーストバスターズ/アフターライフ                  |                                              |
| グリーン・ナイト                                   |                                              |
| マッシブ・タレント                                 |                                              |
| 2022/2023年 (第51回)                               | インディ・ジョーンズと運命のダイヤル         |
| 2022/2023年 (第51回)                               | バービー                                     |
| 2022/2023年 (第51回)                               | ダンジョンズ&ドラゴンズ/アウトローたちの誇り |
| 2022/2023年 (第51回)                               | ホーンテッドマンション                       |
| 2022/2023年 (第51回)                               | リトル・マーメイド                           |
| 2023/2024年 (第52回)                               | ビートルジュース ビートルジュース            |
| 2023/2024年 (第52回)                               | ゴーストバスターズ/フローズン・サマー        |
| 2023/2024年 (第52回)                               | ゴジラxコング 新たなる帝国                   |
| 2023/2024年 (第52回)                               | マイ・オールド・アス 2人のワタシ             |
| 2023/2024年 (第52回)                               | 哀れなるものたち                             |
| 2023/2024年 (第52回)                               | ウォンカとチョコレート工場のはじまり         |